# Surbiton Trophy 2023
Il Surbiton Trophy 2023, noto anche come Lexus Surbiton Trophy, è stato un torneo maschile e femminile di tennis professionistico. Il torneo maschile faceva parte della categoria Challenger 125 nell'ambito dell'ATP Challenger Tour 2023. Il torneo femminile faceva parte dell'ITF Women's World Tennis Tour nella categoria W100. Entrambi si sono giocati al Surbiton Racket and Fitness Club di Surbiton, nel Regno Unito, dal 5 all'11 giugno 2023.

## Torneo maschile

### Teste di serie
| Nazionalità | Giocatore           | Ranking* | Testa di serie |
| ----------- | ------------------- | -------- | -------------- |
| Regno Unito | Daniel Evans        | 25       | 1              |
| Regno Unito | Andy Murray         | 43       | 2              |
| Stati Uniti | Mackenzie McDonald  | 59       | 3              |
| Australia   | Max Purcell         | 68       | 4              |
| Australia   | Jason Kubler        | 69       | 5              |
| Francia     | Constant Lestienne  | 70       | 6              |
|             | Il'ja Ivaška        | 73       | 7              |
| Stati Uniti | Christopher Eubanks | 74       | 8              |

* Ranking al 29 maggio 2023.

### Altri partecipanti
I seguenti giocatori hanno ricevuto una wild card per il tabellone principale:
- Daniel Evans
- Andy Murray
- Ryan Peniston

I seguenti giocatori sono entrati in tabellone con il ranking protetto:
- Chung Hyeon
- Jiří Veselý

Il seguente giocatore è entrato in tabellone come alternate:
- Gabriel Diallo

I seguenti giocatori sono passati dalle qualificazioni:
- Bu Yunchaokete
- Luke Saville
- Harry Wendelken
- Billy Harris
- Daniel Cox
- Mark Whitehouse

I seguenti giocatori sono entrati in tabellone come lucky loser:
- James McCabe
- Zachary Svajda

## Torneo femminile

### Teste di serie
| Nazionalità | Giocatrice            | Ranking* | Testa di serie |
| ----------- | --------------------- | -------- | -------------- |
| Germania    | Tatjana Maria         | 67       | 1              |
| Stati Uniti | Alison Riske-Amritraj | 85       | 2              |
| Stati Uniti | Madison Brengle       | 95       | 3              |
| Australia   | Kimberly Birrell      | 110      | 4              |
| Regno Unito | Jodie Burrage         | 111      | 5              |
| Stati Uniti | Elizabeth Mandlik     | 119      | 6              |
| Francia     | Océane Dodin          | 122      | 7              |
| Regno Unito | Katie Boulter         | 125      | 8              |

* Ranking al 29 maggio 2023.

### Altre partecipanti
Le seguenti giocatrici hanno ricevuto una wildcard per il tabellone principale:
- Eden Silva
- Yuriko Miyazaki
- Naiktha Bains
- Sonay Kartal

Le seguenti giocatrici sono passate dalle qualificazioni:
- Yanina Wickmayer
- Emily Webley-Smith
- Magali Kempen
- Carole Monnet
- Maia Lumsden
- Maddison Inglis
- Isabelle Lacy
- Zeynep Sönmez

## Campioni

### Singolare maschile
Andy Murray ha sconfitto in finale  Jurij Rodionov con il punteggio di 6–3, 6–2.

### Doppio maschile
Liam Broady /  Jonny O'Mara hanno sconfitto in finale  Alexei Popyrin /  Aleksandar Vukic con il punteggio di 6–4, 5–7, [10–8].

### Singolare femminile
Yanina Wickmayer ha sconfitto in finale  Katie Swan con il punteggio di 2–6, 6–4, 7–6(1).

### Doppio femminile
Sophie Chang /  Yanina Wickmayer hanno sconfitto in finale  Alicia Barnett /  Olivia Nicholls con il punteggio di 6–4, 6–1.